# Christopher Zeller
Christopher Zeller (* 14. September 1984 in München) ist ein ehemaliger deutscher Hockeyspieler und Spieler in der deutschen Nationalmannschaft. Er ist der jüngere Bruder von Philipp Zeller, der ebenfalls in der deutschen Nationalmannschaft spielte.
Zeller begann im Alter von fünf Jahren mit dem Hockeyspielen beim MTV München. Von 1998 bis 2006 spielte er beim Münchner SC.
Sein Länderspieldebüt hatte er am 24. März 2003 im Spiel gegen die Republik Korea in Ipoh, das Deutschland mit 2:0 für sich entschied.
Für internationales Aufsehen sorgte er erstmals bei der Europameisterschaft im selben Jahr in Barcelona, als der damals 19-jährige Zeller im Siebenmeterschießen des Finales gegen Spanien sich freiwillig als fünfter Schütze meldete und den letzten und entscheidenden Siebenmeter sicher verwandelte, was Deutschland damals den Sieg der Europameisterschaft einbrachte.
Zur Saison 2006/07 wechselte er in die niederländische Hoofdklasse zum HC Bloemendaal. 2006 wurde er zum U23-Welthockeyspieler gewählt. Im selben Jahr gewann er mit der deutschen Nationalmannschaft die Weltmeisterschaft der Herren in Mönchengladbach, bei der er nicht nur achtfacher Torschütze und damit zweitbester  nach Taeke Taekema war, sondern auch das entscheidende 4:3 im Finalspiel gegen Australien erzielte.
Bei den Olympischen Spielen 2008 in Peking wurde Zeller gemeinsam mit der deutschen Hockeynationalmannschaft Olympiasieger, nachdem sie das spanische Team im Finale mit 1:0 bezwungen hatte. Christopher Zeller schoss dabei das entscheidende Tor.
2012 wurde Zeller in London mit dem Nationalteam nach einem 2:1-Finalsieg gegen die Niederlande erneut Olympiasieger.
Zeller galt in seiner aktiven Zeit als einer der wenigen kompletten Hockeyspieler, welche sowohl im Spielverlauf als auch bei Standardsituationen ihre Stärken haben. Zur Saison 2007/08 wechselte Christopher zusammen mit seinem Bruder und vier weiteren Hockeynationalspielern, Tibor Weißenborn, Timo Wess, Benjamin Wess und Torhüter Max Weinhold, zum deutschen Zweitligisten Rot-Weiss Köln, mit dem er in derselben Saison den Aufstieg schaffte und in der darauf folgenden Saison 2008/2009 Deutscher Meister wurde.
2018 beendete Zeller seine Karriere.

## Belege
1. ↑  Rot-Weiss Köln  die Agentur für Arbeit und Studium. FAZ, 15. November 2006, archiviert vom Original am 24. Dezember 2014.

| Personendaten    | Personendaten           |
| ---------------- | ----------------------- |
| NAME             | Zeller, Christopher     |
| KURZBESCHREIBUNG | deutscher Hockeyspieler |
| GEBURTSDATUM     | 14. September 1984      |
| GEBURTSORT       | München                 |